# 캘리포니아 해류

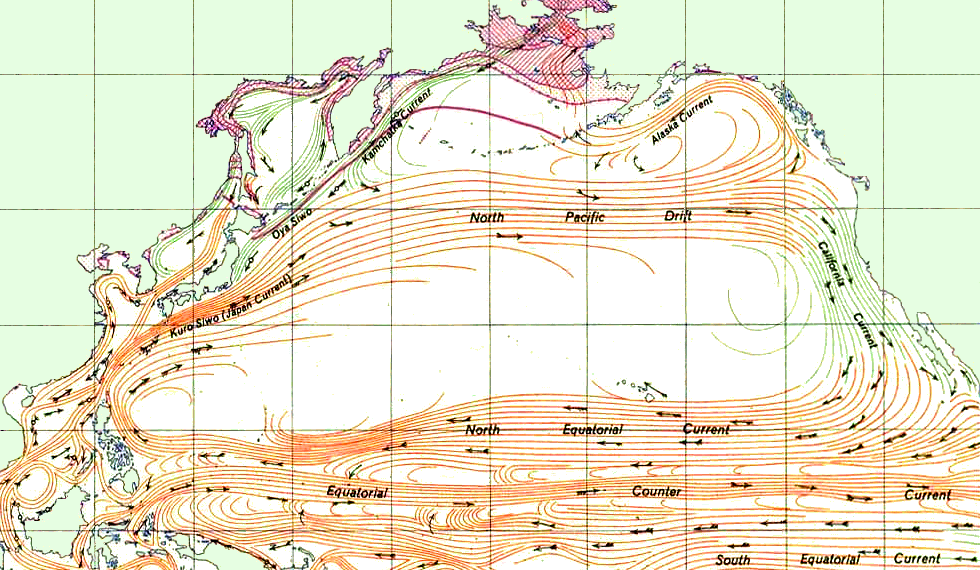

캘리포니아 해류(California Current)는 태평양의 해류이며, 북아메리카의 서해안을 따라 남쪽으로 이동한다. 브리티시컬럼비아 주 남부에서 시작하여 바하칼리포르니아 주 남부에서 끝난다. 동안 경계류에 속하며, 북태평양 순환류의 일부이다. 훔볼트 해류 등과 함께 용승 지대에 소속된 해류에 속한다.